# Pistolet Welrod

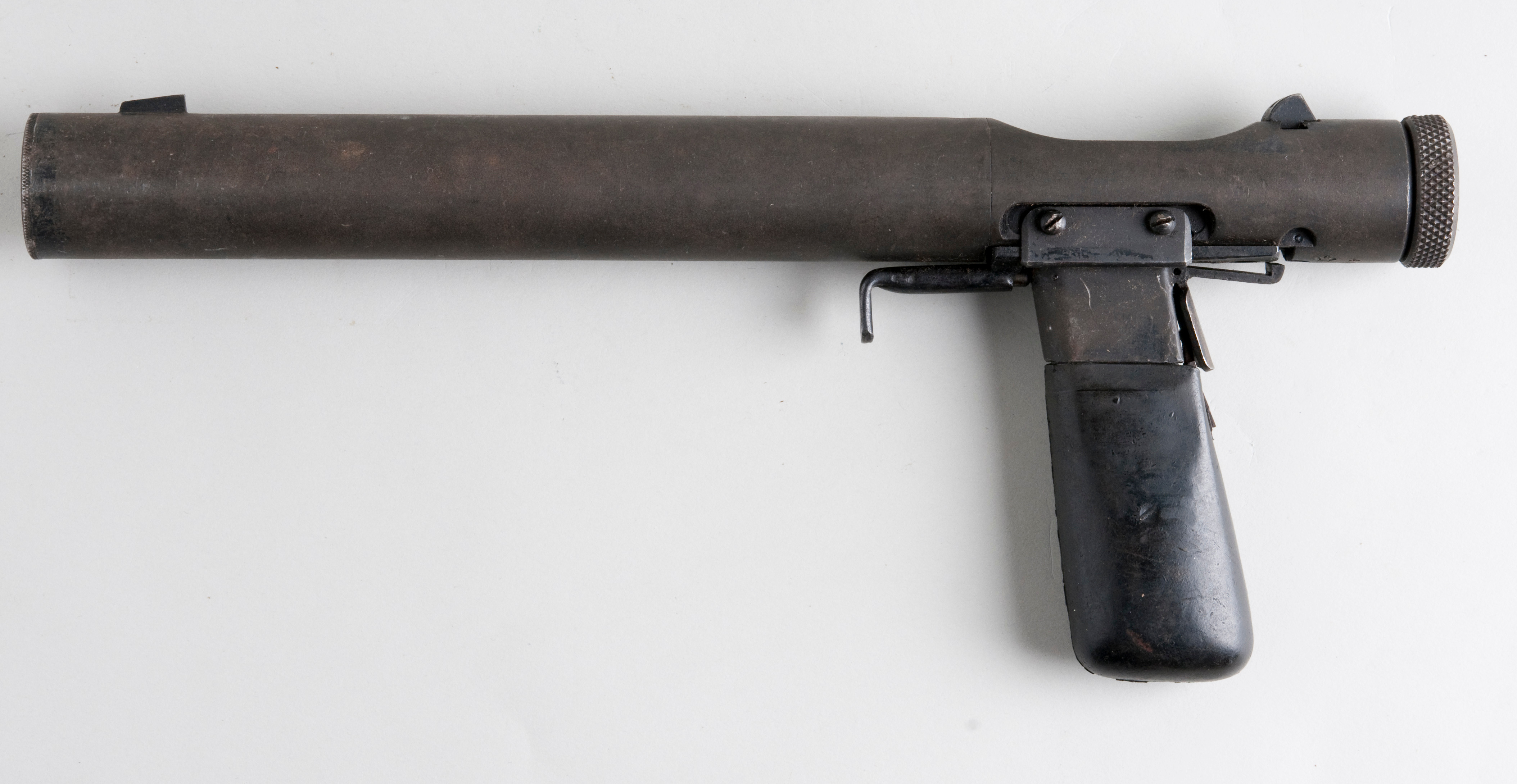
Welrod Mk II

Welrod – brytyjski pistolet powtarzalny wyposażony w integralny tłumik dźwięku zaprojektowany przez Inter Services Research Bureau (później określane jako Station IX).

## Historia
Utworzenie w Wielkiej Brytanii w 1940 roku Special Operations Executive (SOE) spowodowało rozpoczęcie prac nad wyposażeniem żołnierzy oddziałów dywersyjnych podporządkowanych tej organizacji. Wśród opracowywanego sprzętu znalazło się kilka typów broni wyposażonej w integralne tłumiki dźwięku. Były to wyposażona w tłumik wersja pistoletu maszynowego STEN Mk IIS, karabinek De Lisle i pistolet Welrod.
Welrod został opracowany przez Inter Services Research Bureau, biuro badawcze mieszczące się niedaleko miasta Welwyn Garden City. Konstruktorzy których zadaniem było opracowanie krótkiej wytłumionej broni postanowili opracować wytłumiony pistolet powtarzalny. Taka konstrukcja była podczas strzelania cichsza od pistoletu samopowtarzalnego (brak ruchomego zamka), mniej skomplikowana od wytłumionego rewolweru (który musi być rewolwerem gazoszczelnym), a jednocześnie miała większą szybkostrzelność od pistoletu jednostrzałowego.
Seryjne Welrody były produkowane przez zakłady Birmingham Small Arms Company (BSA). Ponieważ produkowane pistolety były pozbawione jakichkolwiek oznaczeń producenta możliwe że poza BSA byli także inni producenci. Wyprodukowano około 2800 pistoletów Welrod w wersjach kalibru 7,65 × 17 mm SR Browning (Mk II) i 9 × 19 mm Parabellum (Mk I). Były one używane przez brytyjskie oddziały specjalne podporządkowane SOE, pewną ilość przekazano także amerykańskiej agencji wywiadowczej Office of Strategic Services (OSS) oraz duńskiemu ruchowi oporu.
Welrod okazał się konstrukcją bardzo udaną. Ostatnie informacje o bojowym użyciu tej broni pochodzą z okresu operacji Pustynna Burza w 1991 roku.

## Opis
Welrod był bronią powtarzalną wyposażoną w zamek czterotaktowy. Mechanizm uderzeniowy bezkurkowy. Zasilany był z magazynka pudełkowego o pojemności 6 (Mk I) lub 8 naboi (Mk II), który jednocześnie służył jakochwyt. Lufa gwintowana, posiadała cztery bruzdy prawoskrętne, otoczona była integralnym tłumikiem dźwięku. Przyrządy celownicze mechaniczne stałe (muszka i szczerbinka) wyposażone we fluorescencyjne plamki ułatwiające celowanie w nocy.